# Фіордленд
45°24′ пд. ш. 167°12′ сх. д. / 45.4° пд. ш. 167.2° сх. д.
Фіордленд — географічний регіон Нової Зеландії у південно-західній частині Південного острова, що включає західну частину Саутленду. Більша частина Фіордленду покрита крутими схилами засніжених Південних Альп, глибокими озерами та крутими долинами на заході. Справді, назва "Фіордленд" походить від варіанту написання скандинавського слова для цього типу крутої долини, "фіорд".

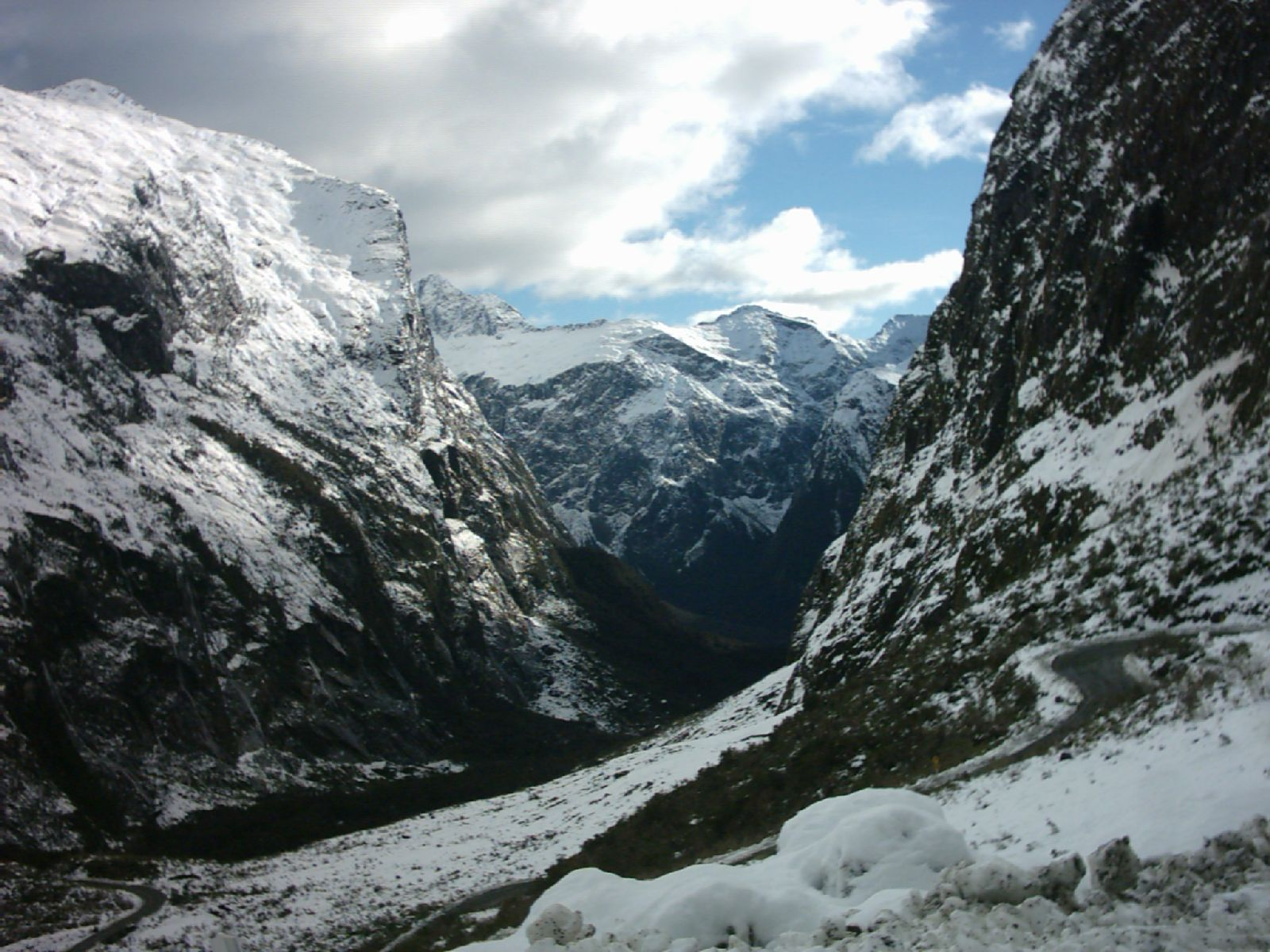
Краєвид зимою зі заходної частини тунелі Гомера

Фіордленд має ряд фіордів (яких часто називають саундами), з яких Мілфорд-Саунд є найвідомішим, хоча Даутфул-Саунд більший і має довші притоки (але є менш доступним). У Фіордленді розташовані водоспади Браун та Сазерленд, які посідають місця серед найвищих водоспадів світу, та три найглибші озера в Новій Зеландії: Хауроко, Манапурі, та Те-Анау. Кілька інших великих озер, що знаходяться поруч, а також озера Фіордленду, навколишніх частин Саузленду та регіонів Отаго часто відносять до великої групи Південних озер. Ця частина Нової Зеландії, особливо на заході гірського вододілу Південних Альп, має дуже вологий клімат із середньорічною кількістю 200 дощових днів, а річна кількість опадів коливається від 1200 мм у Те-Анау до 8000 мм у Мілфорд-Саунді.

## Історія
Фіордленд ніколи не був істотно заселеним постійно. Навіть маорі відвідували його лише тимчасово для полювання, риболовлі та збору дорогоцінних каменів "Поунаму" ( нефрити Нової Зеландії) від затоки Аніта і гирла Мілфорд-Саунд.
Територія мала статус окремої країни Фіорд з 1876, поки не була поглинута сусіднім графством Уоллес в 1981 році. З 1989 року землі були частиною району Саутленд.

## Фіорди
З півночі на південь:
- Мілфорд-Саунд (найбільш відомий)
- Сузерленд-Саунд
- Блай-Саунд
- Джордж-Саунд
- Касвел-Саунд
- Чарльз-Саунд
- Ненсі-Саунд
- Томпсон-Саунд
- Даутфул-Саунд
- Дег-Саунд
- Брейксі-Саунд
- Даскі-Саунд
- Чалкі-Інлет-Саунд
- Пресервейшн-Інлет-Саунд

Два входи — Чалкі і Презервейшн — ведуть до Кунаріс-Саунд і Лонг-Саунд відповідно.

## Екологія
Територію класифікували як екорегіон помірних лісів Фіордленду, що має різні середовища існування і, завдяки своїй ізоляції, велику кількість ендемічних рослин. Більшість Фіордленду в значній мірі лісиста, крім території, де кам'яниста поверхня. Природне середовище практично зовсім не зазнало змін від людської руки. Бук Нозофагус панівний у багатьох місцях, "срібний" бук у фіордах і червоний бук у внутрішніх долинах. У підліссі є широке розмаїття чагарників та папоротей, у тому числі корона папороті (Блечнум-дісколер), райони низькорослих трав, а також ділянки болота поруч з гірськими потоками. Територія є своєрідною домівкою для беззахисних видів птахів таких, як нелітаючі такахе та ківі, синьої качки та жовтоголовки (мохуа). Є також велика кількість комах та один корінний плазун — сцинк фіордлендський.

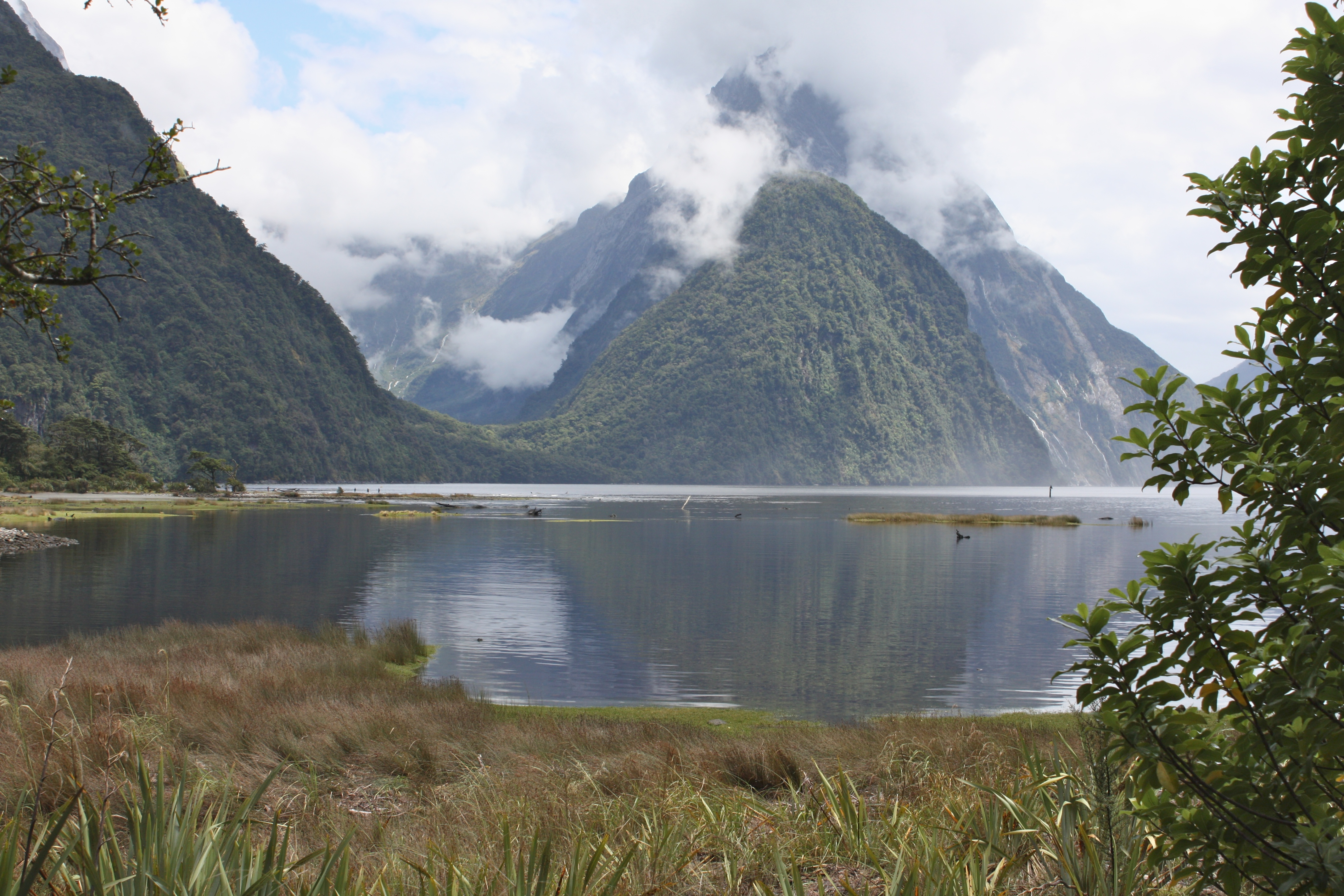
Синдбад Галлі, вигляд між горами з далекого фіорда

Велику частину території займає Національний парк Фіордленду, частина Ті-Вахіпунаму, що входить до Всесвітньої спадщини ЮНЕСКО. Національний парк Фіордленд має площу 12 120 квадратних кілометрів, що робить його найбільшим національним парком в Новій Зеландії і один з найбільших парків у світі, що містить безліч туристичних визначних пам'яток, таких як Мілфорд-Саунд, Даутфул-Саунд і Мілфорд-Трек. Є загроза для природних середовищ існування та деяких видів тварин, особливо оленів, але в даний час вони на них не полюють, і, крім того парк включає в себе ряд невеликих прибережних островів, які належать до територій, що особливо охороняються.
Кілька акваторій захищені у складі морських заповідників Фіордленду. 

## Демографія / Економіка

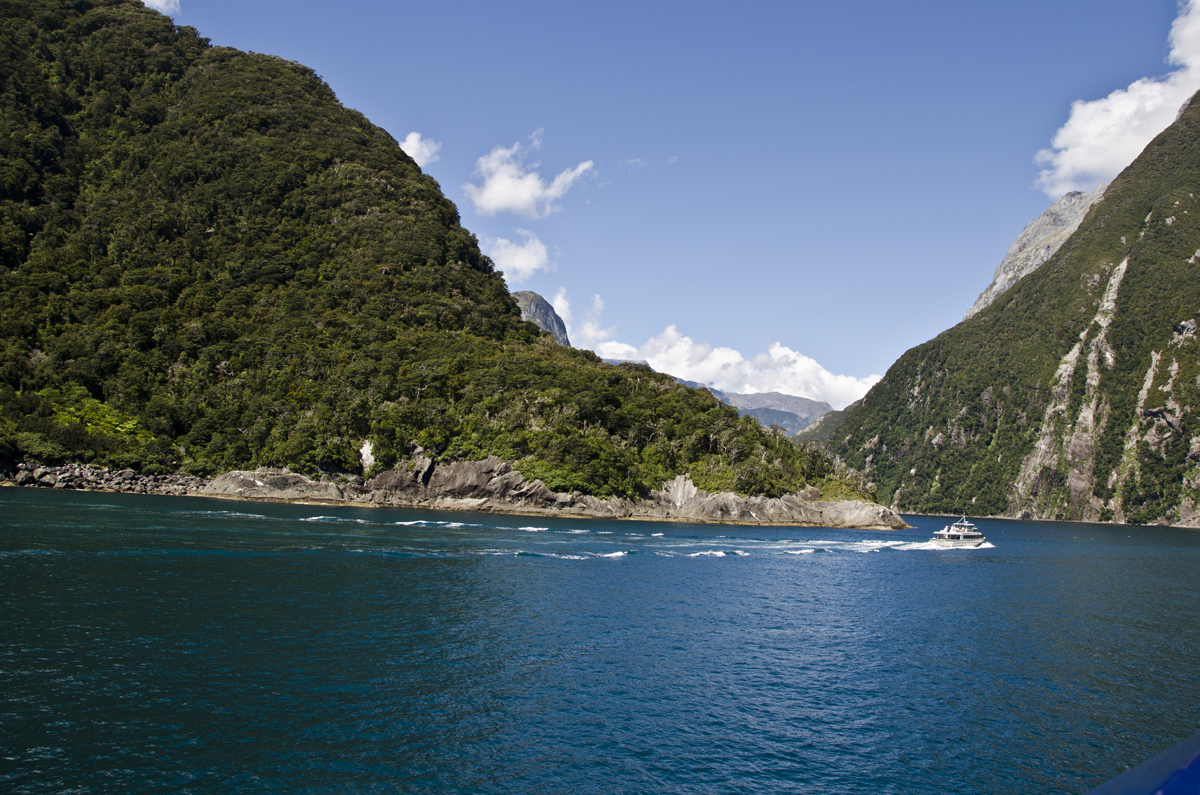
Мілфорд-Саунд у лютому

Фіордленд ніколи не мав більше, ніж кілька людських жителів, і є найменш населеною територією Південного острова (48 в 2001 році, практично безлюдний), без будь-яких міст та з важкодоступними областями (окрім як плисти човном чи летіти). Єдиними поселеннями недалеко від Фіордленду є Манапурі і Те-Анау Округ, який має близько 2000 постійних жителів і близько 3000 туристичних місць. Найближче місто Інверкаргіл.
Готель "Бленкіт-Бей" є крайнім західним постійно населеним пунктом Нової Зеландії, місцем для заправки і харчування рибалок.

## Ресурси Інтернету
Фіордленд у Вікімандрах
- Destination Fiordland [Архівовано 23 березня 2018 у Wayback Machine.] – tourism organisation